# Milutin Grgur
Milutin Grgur is een Montenegrijnse sportjournalist en televisie- en radiocommentator.

## Biografie
Hij werd geboren op 8 mei 1968 in Plužine, in de regio Piva. Hij volgde zijn opleiding in zijn geboorteplaats en vervolgens in Foča, Sarajevo, Nikšić en Belgrado.
Sinds 1994 is hij journalist en redacteur bij de televisie van Montenegro. Hij begon zijn carrière in de journalistiek al op de middelbare school, toen hij presentator was bij Youth Radio. 
Hij is tevens de oprichter van het jeugdprogramma op Radio Nikšić.
Hij is commentator bij uitzendingen van sportevenementen in alle facetten: van nationaal voetbal en het nationale elftal tot het WK en de Olympische Spelen.
Hij is acteur van beroep; in zijn jeugd speelde hij in films en series van Sava Mrmak, Miroslav Mandić en Zdravko Velimirović. Daarnaast is hij medeoprichter en acteur van het Jeugd- en Studentenfilmfestival.Theater, evenals van het Točak Theater. 
Hij heeft vier filmrollen op zijn naam staan, waarin hij zijn liefde voor sport laat zien. 
- Ouders en kinderen - deelnemers aan de Olympische Spelen;
- One, of One, gefilmd voor het Internationaal Olympisch Comité en Eurosport over Montenegrijnse handbalspelers;
- Sailing Through the Ages, dat een speciale juryprijs won op het Internationale Toerismefilmfestival in Kroatië, in competitie met 188 films uit 143 landen;
- Meer dan een spel, meer dan het leven[4]

## Bekijk meer
- Mladen Delic
- Dusko Korac
- Dragoljub Nikitovic - Dragan
- Milojko Pantic
- Slobodan Novakovic
- Internationaal Olympisch Comité